# Лосалакакы
Лосалакакы (устар. Посалака-Кы) — река в России, протекает по территории Ямало-Ненецкого автономного округа. Устье реки находится в 13 км по левому берегу реки Мотылькы. Длина реки составляет 21 км.

## Данные водного реестра
По данным государственного водного реестра России относится к Нижнеобскому бассейновому округу, водохозяйственный участок реки — Таз, речной подбассейн реки — подбассейн отсутствует. Речной бассейн реки — Таз.
Код объекта в государственном водном реестре — 15050000112115300066892.